# Választott családom
A Választott családom (eredeti cím: Chosen Family) 2024-ben bemutatott amerikai dráma filmvígjáték, amelyet saját forgatókönyvéből Heather Graham rendezett. A főbb szerepekben Graham, John Brotherton, Andrea Savage, Michael Gross, Julie Halston, Thomas Lennon és Julia Stiles.
Világpremierje 2024. február 17-én volt a Santa Barbara Nemzetközi Filmfesztiválon, majd 2024. október 11-én a Brainstorm Media forgalmazásában került a mozikba.

## Cselekmény
Ann jógatanár, aki egy kaotikus biológiai családdal, egy kihívásokkal teli szerelmi élettel és azzal a törekvéssel küzd, hogy mindenki problémáit megoldja. Vigaszt és támogatást közeli barátai nyújtanak neki, akik arra bátorítják, hogy kezdjen kapcsolatot egy elvált apával, Steve-vel. Ann-nek útja során meg kell birkóznia a nehezen összeillő családok bonyolult viszonyaival, többek között azzal a kihívással, hogyan nyerje el Steve kislányának, Lilynek a bizalmát.

## Szereplők
| Szerep  | Színész           | Magyar hang      |
| ------- | ----------------- | ---------------- |
| Ann     | Heather Graham    | Solecki Janka    |
| Steve   | John Brotherton   | Zöld Csaba       |
| Roz     | Andrea Savage     | Erdős Borcsa     |
| Alfred  | Michael Gross     | Rosta Sándor     |
| Dorothy | Julie Halston     | Zsolnai Júlia    |
| Max     | Thomas Lennon     | Seszták Szabolcs |
| Clio    | Julia Stiles      | Madarász Éva     |
| Frances | Odessa Rae        |                  |
| Lilly   | Ella Grace Helton |                  |
| Todd    | Mark Famiglietti  |                  |
| John    | Sriram Emani      |                  |

### Magyar változat
- Magyar szöveg: Vándor Lina Kata
- Felvevő hangmérnök: Darvas Bence
- Hangmérnök és vágó: Hegyessy Ákos
- Gyártásvezető: Molnár Magdolna
- Szinkronrendező: Berzsenyi Zoltán
- Produkciós vezető: Legény Judit

A szinkront a Laborfilm Szinkronstúdió készítette el.

## A film készítése
2023 májusában bejelentették, hogy Heather Graham fogja írni és rendezni a filmet; emellett a főszerepet is ő játssza, Julia Stiles, Thomas Lennon, Michael Gross, Andrea Savage, John Brotherton és Odessa Rae oldalán.
A forgatás 2023 júniusában befejeződnek Rhode Islanden.

## Bemutató
A film világpremierje 2024. február 17-én volt a 39. Santa Barbara Nemzetközi Filmfesztiválon. 2024 augusztusában a Brainstorm Media megszerezte a film forgalmazási jogait, és 2024. október 11-re tűzte ki a bemutató dátumát.